# Orconectes deanae
Orconectes deanae là một loài tôm sông trong họ Cambaridae.